# 福田雅之助

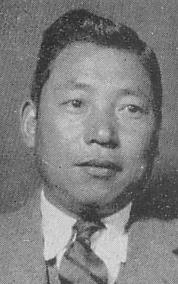
福田雅之助

福田雅之助（1897年5月4日—1974年12月21日），日本男子網球運動員，東京都新宿區人。曾代表日本參加1924年夏季奥林匹克运动会與同年的温布尔登网球锦标赛。
在1924年夏季奥运会中，福田在单打预选赛中打入第四轮，负于亨利·科歇。在双打比赛中与本田朝次搭档，打入第二轮。
在1924年温布尔登网球锦标赛中，福田在单打中打入第三轮，在双打比赛中打入第二轮。

## 外部連結
- 福田雅之助（英文/西班牙文）的官方資料
- 福田雅之助的國際網球總會 職業／青少年 官方資料（英文）
- 福田雅之助的官方資料（英文）
- 引退選手:福田雅之助（故人） - 日本テニス協会公式サイト （页面存档备份，存于）（日語）